# Ectopoides detritus
Ectopoides detritus är en stekelart som först beskrevs av Holmgren 1878.  Ectopoides detritus ingår i släktet Ectopoides och familjen brokparasitsteklar. Inga underarter finns listade i Catalogue of Life.